# Jun Nguyen-Hatsushiba
Jun Nguyen-Hatsushiba là một họa sĩ Việt - Nhật. Ông sinh tại Tokyo với cha là người Việt và mẹ là người Nhật vào năm 1968. Ông đã nhận bằng Thạc sĩ Mỹ thuật tại Trường Cao đẳng Nghệ thuật Viện Maryland vào năm 1994 sau khi nhận bẳng Cử nhân Mỹ thuật tại Viện Nghệ thuật Chicago vào năm 1992. Hiện ông đang sống và làm việc tại Thành phố Hồ Chí Minh, Việt Nam.
Ông đã tổ chức nhiều buổi triển lãm tác phẩm của mình ở Nhật, Ý, Áo, Hoa Kỳ và những tác phẩm mang phong cách retro tại Anh.
- Bảo tàng Nghệ thuật Mori, Tokyo
- Bảo tàng Nghệ thuật Đương đại, Rome
- Kunsthalle Wien, Áo
- Smithsonian Freer Gallery of Art / Arthur M. Sackler Gallery Lưu trữ ngày 11 tháng 4 năm 2009 tại Wayback Machine, Viện Smithsonian
- Phòng trưng bày Nghệ thuật Manchester, Manchester

Những tác phẩm của ông xuất hiện trong nhiều sự kiện triển lãm mỗi 2 năm một lần, bao gồm:
- Shanghai Biennale
- Venice Biennale
- Istanbul Biennial
- Sao Paulo Biennale